# پتروس آوتیسیان
پتروس آوتیسیان (ارمنی: Պետրոս Ավետիսյան؛ زادهٔ ۷ ژانویهٔ ۱۹۹۶) بازیکن فوتبال در پست هافبک اهل ارمنستان است.

## باشگاهی
از باشگاه‌هایی که در آن بازی کرده‌است می‌توان به باشگاه فوتبال پیونیک باشگاه فوتبال توبول باشگاه فوتبال اورارتو باشگاه فوتبال شاختار قراغندی اشاره کرد.

## تیم ملی
وی همچنین در تیم‌های ملی فوتبال زیر ۲۱ سال ارمنستان و ارمنستان بازی کرده‌است. آوتیسیان نخستین بازی ملی خود را در چهارچوب en:UEFA Euro 2020 qualifying Group J در تاریخ ۲۶ مارس ۲۰۱۹ در Yerevan در مقابل فنلاند انجام داده‌است.